# Condado de Mohave
O Condado de Mohave (em inglês:  Mohave County) é um dos 15 condados do estado americano do Arizona. A sede do condado é Kingman e sua maior cidade é Lake Havasu City. Foi fundado em 9 de novembro de 1864.
O condado possui uma área de 34 863 km², dos quais 34 475 km² estão cobertos por terra e 387 km² por água, uma população de 200 186 habitantes, e uma densidade populacional de 5,8 hab/km² (segundo o censo nacional de 2010). É o quinto condado mais populoso do Arizona.